# روجر ستانلي
روجر ستانلي (بالإنجليزية: Roger Stanley)‏ هو سياسي أمريكي، ولد في 30 أبريل 1943، وتوفي في 24 مايو 2014. حزبياً، نشط في الحزب الجمهوري. وقد انتخب عضو مجلس نواب إلينوي.